# Savvas Kofidis

Savvas Kofidis, né le 5 février 1961 à Almaty, alors Alma-Ata (Kazakhstan), est un footballeur grec aujourd'hui entraîneur.

## Biographie
Milieu de terrain, notamment de l'Olympiakos à la fin des années 1980, il compte 65 sélections et un but avec l'équipe nationale grecque entre 1982 et 1994. La fin de sa carrière internationale a pour cadre la coupe du monde 1994 aux États-Unis ou la Grèce perd ses trois matches du premier tour.
Après sa carrière de joueur, Kofidis devient entraîneur. Il est depuis octobre 2009 l'entraîneur de l'Iraklis Salonique.

## Clubs
- Iraklis Salonique (1981-1988)
- Olympiakos (1988-1992)
- Aris Salonique (1992-1996)
- Iraklis Salonique (1996-1999)